# 시실리 2km
"시실리 2km"(To Catch A Virgin Ghost)는 2004년 개봉한 대한민국의 영화이다.

## 줄거리
다이아몬드를 훔친 강도단이 시실리라는 작은 마을로 도망치면서 이야기가 시작된다. 그들은 그곳에서 순박해 보이는 마을 사람들을 만나지만, 실은 어두운 과거를 숨긴 채 강도단을 속이려는 자들이었다. 강도단은 마을에서 예상치 못한 여러 사건들을 겪으며 혼란에 빠지고, 공포와 코미디가 뒤섞인 기묘한 상황 속에서 살아남기 위해 고군분투한다. 이 과정에서 마을의 비밀스러운 과거와 얽히면서 더욱 예측 불가능한 사건들이 펼쳐진다.

## 출연
- 임창정 - 양이 역
- 권오중 - 석태 역
- 임은경 - 송이 역
- 변희봉 - 변 노인 역
- 박명신 - 대순 역
- 우현 - 해주 역
- 안내상 - 똥개 역
- 김윤석 - 학규 역
- 이상훈 - 춘식 역
- 박혁권 - 땡중 역
- 김유희 - 주리 역
- 최원영 - 한석 역